# Turkmenistan ai Giochi della XXVII Olimpiade
Il Turkmenistan partecipò ai Giochi della XXVII Olimpiade, svoltisi a Sydney, Australia, dal 15 settembre al 1º ottobre 2000, con una delegazione di 8 atleti impegnati in sei discipline.